# Boucle bleue

Trajectoire d'évolution d'une étoile de montrant une blue loop.

Une blue loop (en français boucle bleue) est, dans le champ de l'évolution stellaire, une étape dans la vie d'une étoile évoluée, durant laquelle elle se réchauffe temporairement avant de se refroidir de nouveau. Le nom vient de la forme de la trajectoire d'évolution que ces étoiles décrivent sur le diagramme de Hertzsprung-Russell (diagramme H–R), formant une boucle du côté bleu (c'est-à-dire du côté plus chaud) du diagramme, vers une zone parfois appelée la branche des géantes bleues.
Les blue loops peuvent se produire pour des supergéantes rouges, des étoiles de la branche des géantes rouges ou encore des étoiles de la branche asymptotique des géantes. Certaines peuvent connaître plus d'une blue loop au cours de leur vie. De nombreuses variables pulsantes telles que les céphéides sont des étoiles en phase de blue loop. Les étoiles sur la branche horizontale ne sont généralement pas désignées comme connaissant une blue loop même si elles deviennent temporairement plus chaudes que les étoiles sur la branche des géantes rouges ou sur la branche asymptotique des géantes. Ces boucles se produisent bien trop lentement pour que l'évolution soit visible sur des étoiles individuelles, mais leur existence est déduite à partir de la théorie et à partir des propriétés et de la distribution des étoiles sur le diagramme H–R.

## Géantes rouges

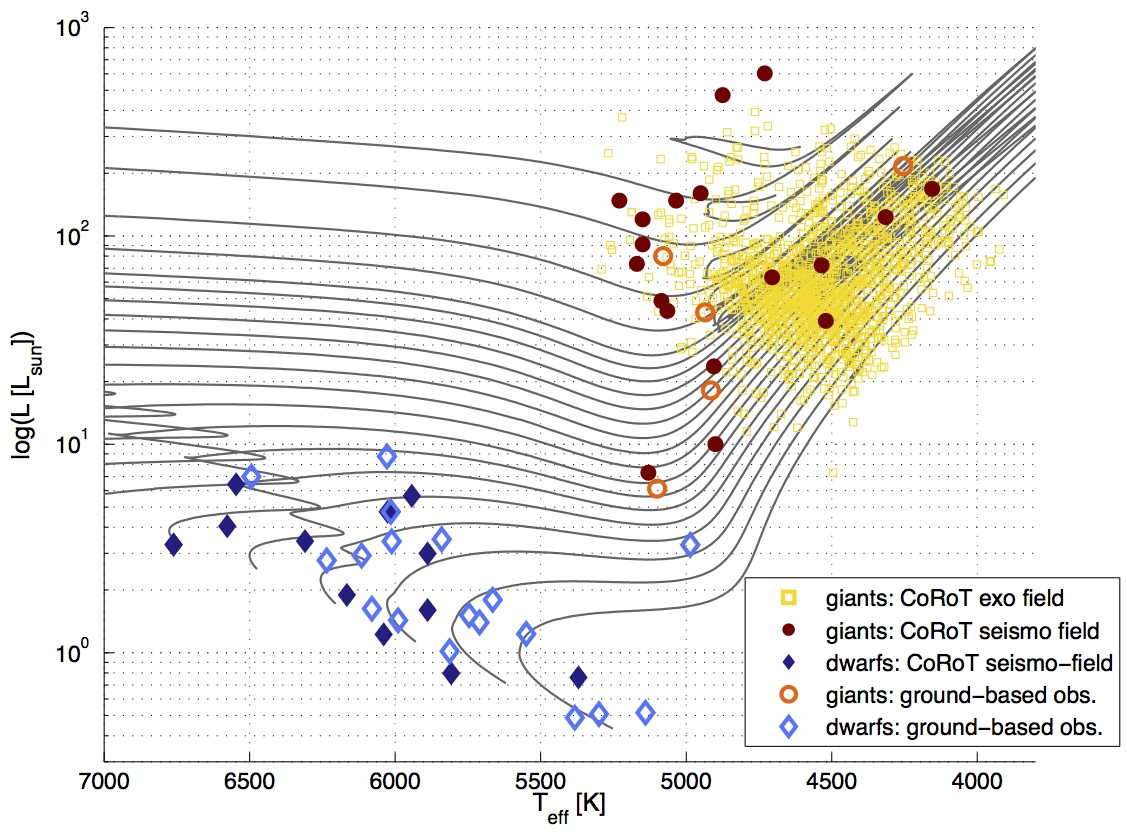
Trajectoires d'évolution stellaires, certaines montrant des blue loops parmi les géantes rouges les plus massives.

La plupart des étoiles sur la branche des géantes rouges (RGB) ont un cœur inerte d'hélium et restent sur la RGB jusqu'à ce qu'un flash de l'hélium les déplace vers la branche horizontale ou le red clump. Cependant, les étoiles plus massives qu'environ 2,3 M☉ n'ont pas de cœur inerte. Elles fusionnent de l'hélium de manière continue jusqu'à atteindre le sommet de la branche des géantes rouges au fur à et à mesure qu'elles brûlent de l'hélium dans leurs noyaux. Elles deviennent plus chaudes durant cette phase et on considère généralement que les étoiles plus massives que 5 M☉ connaissent une phase de blue loop, qui dure de l'ordre d'un million d'années. Ce type de blue loop ne se produit qu'une seule fois dans la vie d'une étoile,,.

## Branche asymptotique des géantes
Les étoiles sur la branche asymptotique des géantes (AGB) ont pour la plupart un cœur inerte composé de carbone et d'oxygène, et fusionnent alternativement l'hydrogène et l'hélium dans des coquilles concentriques autour de leur cœur. Le début de la fusion de l'hélium dans une coquille provoque une impulsion thermique et dans certains cas, cette impulsion fait que la température de l'étoile s'accroît temporairement, si bien qu'elle réalise une blue loop. De nombreuses impulsions thermiques peuvent se produire, avec des coquilles démarrant et cessant alternativement leur fusion, et ainsi plusieurs blue loops peuvent se produire pour une même étoile.

## Supergéante rouge
Les supergéantes rouges sont des étoiles massives qui ont quitté la séquence principale et qui se sont dilatées et refroidies de manière considérable. Leurs luminosités élevées et leurs faibles gravités de surface indiquent qu'elles perdent rapidement de la masse. Les supergéantes rouges les plus lumineuses peuvent perdre de la masse à un taux tellement rapide qu'elles deviennent plus petites et plus chaudes. Pour les plus massives, ce processus fait que l'étoile peut sortir de manière définitive de la phase de supergéante rouge et elle devient alors une supergéante bleue, mais dans d'autres cas l'étoile réalise une blue loop avant de redevenir une supergéante rouge,. VY Canis Majoris est un candidat d'étoile connaissant ainsi une deuxième phase de supergéante rouge.

## Bande d'instabilité
Les étoiles qui réalisent une blue loop traversent la partie jaune du diagramme H–R située au-dessus de la séquence principale, et un grand nombre d'entre-elles traversent ainsi une région appelée la bande d'instabilité car les enveloppes externes des étoiles de cette région sont instables et pulsent. On pense que les étoiles de la branche asymptotique des géantes qui traversent la bande d'instabilité durant une blue loop deviennent des variables de type W Virginis. Les étoiles plus massives qui traversent la bande d'instabilité durant une phase de blue loop, et ce à partir de la branche des géantes rouges, forment probablement les variables de type δ Cephei (les céphéides classiques). Ces deux types d'étoiles ont des photosphères lumineuses et instables durant cette étape de leurs vies et présent généralement le spectre de supergéantes, mais la plupart ne sont probablement pas assez massives pour enclencher la fusion du carbone, et encore moins finir leurs vies en supernova,,.

## Exemples
Voici des exemples notables d'étoiles dont on pense qu'elles sont dans une phase de blue loop :
- Canopus ;
- Arneb[12] ;
- Eta Leonis[13] ;
- 4 Lacertae[2].